# Comité central d'entreprise

Dans les entreprises comportant des établissements distincts, il est créé des comités d'établissement et un comité central d'entreprise (CCE). 
Les comités d'établissement et le comité central d'entreprise sont dotés de la personnalité civile.